# Sepp Maurer
Sepp Maurer (* 6. Juni 1978 in Roding) ist ein deutscher Athletiktrainer, Kraftsportler und Veranstalter aus Neukirchen beim Heiligen Blut (Bayern). Bekannt wurde er als Inhaber der Sportschule Kinema sowie als Organisator der Kraftsportveranstaltungen Eisenhart Black Competition und dem Motorsportfest HellHill Festival of Speed auf der Höllhöhe. Überregional beachtet wurden neben seiner Trainerarbeit insbesondere seine schweren Kreuzhebe-Leistungen mit Knieprothese, sein Buch Made in Hell (2022) und sein gleichnamiger Kinofilm / Dokumentation (2024/25).

## Leben
Medienberichten zufolge erlitt Maurer bei einem Motocross-Unfall schwere Beinverletzungen und unterzog sich zahlreichen Operationen. Seine Unzufriedenheit über die medizinische Begleitung und der ihm angebotenen Möglichkeiten der Rekonvaleszenz bildeten die Grundlage seiner heutigen Sportschule und die dort gepflegte Mischung aus Leistungsdiagnostik, Therapie und Athletiktraining. Trotz Knieprothese setzte er das Krafttraining fort und erreichte im Kreuzheben wieder Spitzenleistungen, was in der regionalen und überregionalen Presse thematisiert wurde.

## Wirken

### Sportschule Kinema
Maurer ist Inhaber der Sportschule Kinema in Neukirchen b. Hl. Blut; dort trainieren laut Berichterstattung Spitzenathleten neben Reha-Patienten. Über die Einrichtung berichtete auch der Ausrüster Eleiko in einem Fallbeitrag.

### Veranstalter: Eisenhart Black Competition
Maurer organisiert auf der Höllhöhe seit Jahren das "HellHill Festival of Speed" sowie die "Eisenhart Black Competition"; 2025 wurde international über diese Veranstaltung berichtet, als Hafþór Júlíus Björnsson dort 505 kg im Kreuzheben hob.

### Tätigkeit als Athletiktrainer
Presseberichte nennen Maurer als langjährigen Coach von Leistungssportlern unterschiedlicher Disziplinen; im Kontext der Doku werden u. a. Box-Weltmeister Robin Krasniqi, Rallye-Legende Walter Röhrl und Ski-Weltcupfahrer Jonas Stockinger genannt.

## Sportliche Laufbahn
Maurer startete im Powerlifting in verschiedenen Verbänden (u. a. GRAWA, UPC, IPL). In der Ergebnisdatenbank OpenPowerlifting sind u. a. folgende Resultate verzeichnet:
- 1. Platz German Championships (GRAWA), 2014 (Raw, −115 kg).[13]
- 1. Platz Deutsche Meisterschaft (UPC-Germany), 2018 (Multi-Equip, −125 kg).[14]

Über das Kreuzheben mit Knieprothese (≥320 kg) berichteten regionale und überregionale Medien.

## Publikationen
- Sepp Maurer; Diana Binder: Made in Hell. Der Weg zu deinem stärksten Selbst. Sportschule Kinema, 2022, ISBN 978-3-00-073770-1.[17]

## Film
- Sepp Maurer – Made in Hell (Dokumentarfilm, Premiere 16. Dezember 2024, Cham; seit März 2025 bei Amazon Prime).[18][19][20]

Berichte und TV-Beiträge erschienen u. a. bei TVAktuell und München TV.